# Sunday Service Choir
Il Sunday Service Choir è un gruppo musicale gospel statunitense, guidato dal rapper e produttore statunitense Kanye West e dal maestro del coro Jason White.

## Storia
A partire da gennaio 2019 il gruppo si è esibito ogni domenica, compreso venerdì 27 settembre, data in cui è stato annunciato l'album Jesus Is King di West. Il loro album in studio di debutto, Jesus Is Born, è stato pubblicato tre mesi dopo, il giorno di Natale 2019.  Nel dicembre 2020 il gruppo ha pubblicato l'EP Emmanuel.

## Formazione
- Kanye West
- The Samples – coro
- Jason White – maestro del coro
- Jonathan Coleman – coordinatore del coro
- Ray Romolus – supervisore musicale
- Ant Clemons – vocalist
- Phemza The Kween - vocalist
- Tony Williams – vocalist
- Philip Cornish – direttore musicale
- Nicholas Clark – basso
- Tony Nichols – percussioni
- Nikki Grier – testi, arrangiamento vocale
- Steve Epting – arrangiamento vocale
- Anthony McEastland – arrangiamento vocale

## Discografia

### Album in studio
- 2019 – Jesus Is Born

### EP
- 2020 – Emmanuel

### Opera
- 2019 – Nebuchadnezzar[1]
- 2019 – Mary[2]